# برنباخ (باد کرویتسناخ)
برنباخ (به آلمانی: Bärenbach) یک شهر در آلمان است که در باد کرویتسناخ واقع شده‌است.